# Lacustricola nigrolateralis
Lacustricola nigrolateralis är en fiskart som först beskrevs av Poll, 1967.  Lacustricola nigrolateralis ingår i släktet Lacustricola och familjen Poeciliidae. IUCN kategoriserar arten globalt som otillräckligt studerad. Inga underarter finns listade i Catalogue of Life.